# Protohäm-IX-Farnesyltransferase
Die Protohäm-IX-Farnesyltransferase (COX10) (auch: Häm-o-Synthase) ist das Enzym in allen Lebewesen, das die Umwandlung von Häm b zu Häm o katalysiert. Dies ist der erste von drei Teilschritten auf dem Stoffwechselweg zur Biosynthese von Häm a, das als prosthetische Gruppe der Cytochrom-c-Oxidase fungiert. In Eukaryoten ist COX10 im Intermembranraum der Mitochondrien zu finden. Durch Mutationen am COX10-Gen hervorgerufener COX10-Mangel ist Ursache für seltene Erbkrankheiten wie Cytochrom-c-Oxidase-Mangel oder das Leigh-Syndrom.
Zusammen mit der Protein-Farnesyltransferase gehört COX10 zu den Prenyltransferasen.
Mäuse, bei denen das Gen für COX10 fehlte, zeigten in einer Studie weniger Amyloid-Plaques im Gehirn. Gleichermaßen waren die Werte für Abeta42, beta-Sekretase und oxidative Schäden reduziert. In einer Studie mit einer „großen Anzahl“ von Patienten war unter anderem eine COX10-Variante mit verringertem Risiko für Alzheimer-Krankheit assoziiert.

## Katalysierte Reaktion
⇒ 
Eine Farnesylgruppe wird zu Häm b addiert, es entsteht Häm o.